# ديفيد غروه
ديفيد لورانس غروه (بالإنجليزية: David Groh)‏ (21 مايو 1939 - 12 فبراير 2008) هو ممثل أمريكي.

## وصلات خارجية
- ديفيد غروه على موقع IMDb (الإنجليزية)
- ديفيد غروه على موقع ألو سيني (الفرنسية)
- ديفيد غروه على موقع أول موفي (الإنجليزية)
- ديفيد غروه على موقع قاعدة بيانات برودواي على الإنترنت (الإنجليزية)
- ديفيد غروه على موقع قاعدة بيانات الأفلام السويدية (السويدية)
- ديفيد غروه على موقع إن إن دي بي (الإنجليزية)
- ديفيد غروه على موقع قاعدة بيانات الفيلم (الإنجليزية)
- ديفيد غروه على موقع كينوبويسك (الروسية)

- ديفيد غروه في قاعدة بيانات الأفلام على الإنترنت.